# Ello (red social)
Ello fue un servicio de red social sin publicidad creado por Paul Budnitz y Todd Berger en marzo de 2014. En octubre de 2014 se reorganizó como una corporación benéfica.

## Historia
Ello comenzó como una red social privada creada por siete personas (artistas y programadores). Después de un año de uso privado, los creadores rediseñaron el sitio web y lanzaron una versión pública. La financiación inicial fue de $435 000 dólares  por parte del inversor de capital de riesgo, FreshTracks capital, que en enero de 2014 ayudó a sostener la empresa. Esta decisión ganó algunas y es aquí donde la red social consigue una amplia popularidad.
El sitio web Ello se lanzó en pruebas el 18 de marzo de 2014 (al mismo tiempo de la aplicación móvil “Yo”), con un manifiesto que se reivindica para distinguirla de las redes sociales como Facebook. El sitio prometió que nunca vendería los datos del usuario, proclamando que "Usted no es un producto". El servicio de red social lanzada oficialmente el 3 de abril, aunque el registro de miembros fue solo por invitación. 
Para los próximos meses Ello disfrutó de un amplio y rápido crecimiento, pero el servicio era intermitente y lento, por su rápido crecimiento gracias a los medios de comunicación. Ello atrajo la atención en septiembre de 2014, cuando numerosos miembros de la comunidad LGBTI, cerraron sus cuentas de Facebook después de la controvertida ejecución de su política de nombre real pensado para ser destinado a excluir drag queens en San Francisco.En su apogeo, la red social estaba procesando más de 30 000 solicitudes de registro cada hora. Se estima que el 20 % de los registros se mantuvieron activos en el sitio después de la primera semana.